# 喬瓦尼·阿爾杜伊諾
喬瓦尼·阿爾杜伊諾（義大利語：Giovanni Arduino，1714年10月16日—1795年3月21日）是一名義大利地質學家，被譽為「義大利地質學之父」。
阿爾杜伊諾出生於威尼托卡普里諾-韋羅內塞。他是一位礦業專家，根據對義大利北部地質的研究，提出可能是第一個地質年代分類法。他將地球的歷史分為四個時期：原始、第二、第三、火山或第四紀。
1759年，阿爾杜伊諾根據對阿爾卑斯山南部岩石的大量研究，提出將岩石分為四個系列的方案。除火山岩或第四系外，這四個系分別是：原生系，由山腹的片岩組成；次生系，由山腰的堅硬沉積岩組成；第三系，由山麓的硬度較低的沉積岩組成。由於阿爾卑斯山脈以外的山脈並不總是採用這種排列方式，因此在一般情況下放棄了原生岩和次生岩。不過，「第三紀」一詞在地質文獻中一直存在，直到最近被古近紀和新近紀所取代。新生代的最後一個時期仍被稱為第四紀。英國地質學家查爾斯·萊爾等人研究並進一步確定了新生代。
阿爾杜伊諾於1795年在威尼斯去世，享壽80歲。月球山脊阿爾杜伊諾山脊就是以他的名字命名的。

## 延伸閱讀
- Rodolico, Francesco. .  1. New York: Charles Scribner's Sons: 233–234. 1970. ISBN 0-684-10114-9.
- Ell, Theodore. . Earth Sciences History. 2011, 30 (2): 267–286. doi:10.17704/eshi.30.2.22r632j0x453gj45 .

## 外部連結

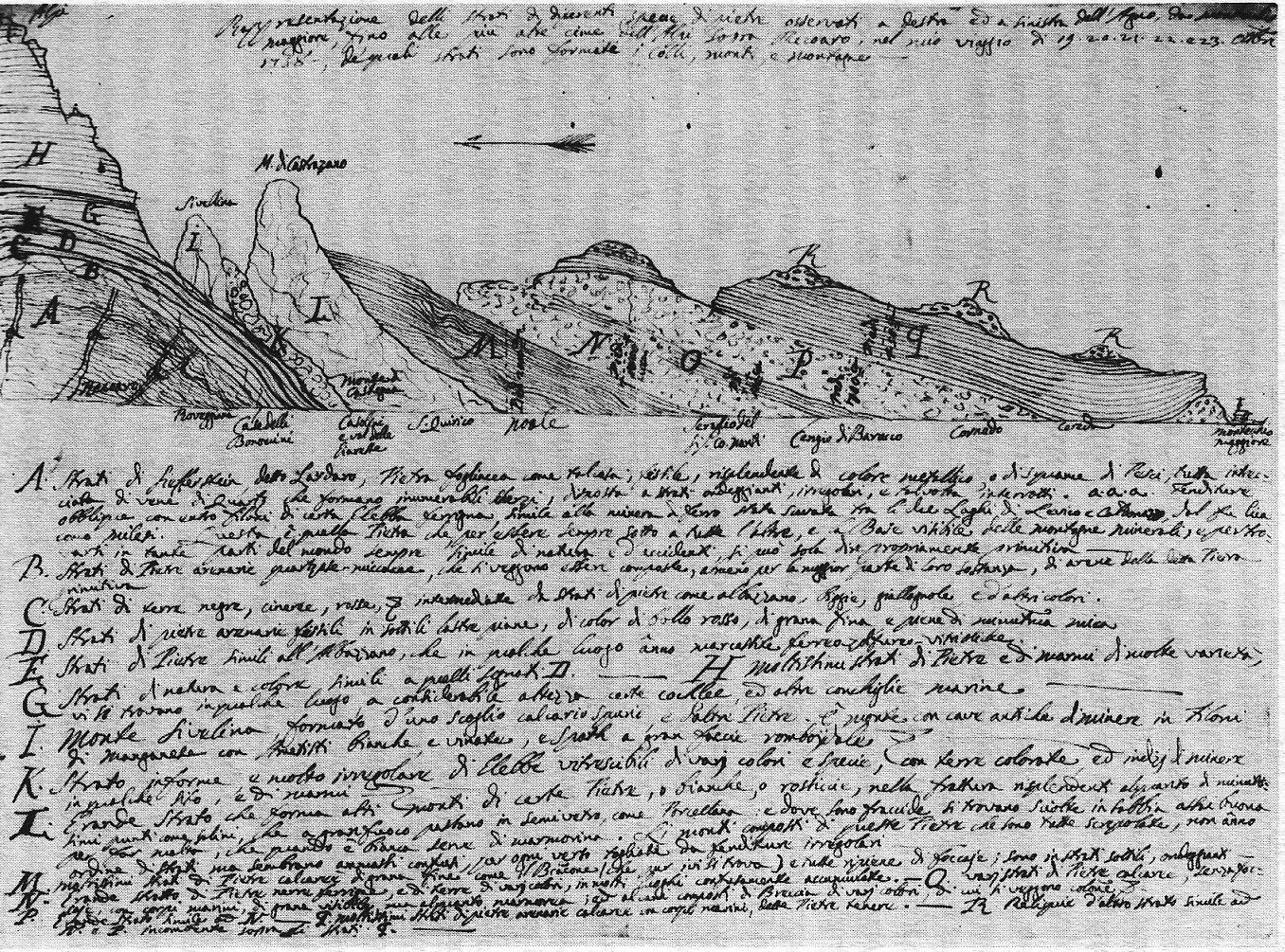
阿爾杜伊諾在維琴察省的地層剖面圖（筆墨），1758年

- Effetti di Antichissimi Estinti Vulcani, e Altri Fenomeni, e Prodotti Fossili Osservati da Giovanni Arduino （页面存档备份，存于） (1769); Osservazioni chimiche sopra alcuni fossili （页面存档备份，存于） (1779); and Esame Chimico, e Considerazioni Sopra la Marga, Ossia Marna... （页面存档备份，存于） (1791)- full digital facsimiles at Linda Hall Library